# První řád (Star Wars)
První řád (anglicky First Order) neboli jen Řád (Order) je fiktivní hnutí a státní útvar ve světe Star Wars. Poprvé byl představen v roce 2015 ve filmu Star Wars: Síla se probouzí. První řád měl povstat na troskách Galaktického impéria, respektive z Imperiálního zůstatku, protože Impérium bylo tou dobou už nahrazeno Novou republikou, to jest po událostech z dílu Návrat Jediů (1983), kdy se měl První řád vynořit na světla světa po třech desetiletích v utajení. Ve filmu Síla se probouzí spouští První řád svůj plán na svržení Nové republiky a získání kontroly nad galaxií. Rytíři z Rena, což je nový řád pracující se sílou, je tajemnou skupinou zahrnující i elitní vojáky, které vede Kylo Ren, někdejší učedník řádu Jedi.
Scenárista/režisér Síla se probouzí J. J. Abrams uvedl, že První řád byl inspirován teorií o organizaci ODESSA, která zahrnovala nacistické důstojníky SS prchající do Argentiny po Druhé světové válce.

## Popis

### Pozadí
Po porážce Galaktického impéria v Návratu Jediů (1983), zavádí Nová republika striktní smlouvy o odzbrojení a potrestání reparacemi. Avšak někteří bývalí velitelé a technici impéria se potají spojí, aby naplánovali návrat k moci. Z toho poté vzejde První řád a jako odpověď na něj zase organizace nazvaná Odboj (Resistance), která je podporována vládnoucí Novou republikou. Odboj zahrnuje členy původní Povstalecké aliance jako jsou například Leia Organa a Admirál Ackbar, kteří usilovali o svržení Impéria před několika dekádami.

### Síla se probouzí(2015)

Vlajka svisle

V tomto filmu je První řád veden mysteriózní postavou pojmenovanou Snoke, která se nechá oslovovat jako Nejvyšší vůdce. Jako v dřívějším Impériu, Řád velí velkým silám stormtrooperů, z nichž někteří jsou speciálně vytrénováni pro použití plamenometů, přenosné lehké artilérie a nebo jsou vybaveni na potlačení nepokojů. První řád taky disponuje standardní verzí TIE fighterů i verzí zvláštních jednotek Impéria. Jeho hlavní základnou je Hvězdovrah, opevněná ledová planeta, na které je umístěna super zbraň schopná ničit celé hvězdné systémy na velkou vzdálenost. Velitelem základny Hvězdovrah je General Hux, nemilosrdný mladý důstojník zcela oddaný Řádu.
Snoke je velmi silná postava na temné straně Síly, kterému se povedlo zkorumpovat Bena, syna Hana Sola a Leii Organy, který byl taky učněm svého strýce, Luka Skywalkera na rytíře řádu Jedi. Zamaskovaný a pod jménem Kylo Ren, je Ben jedním z vymahačů Snokea, podobně jako jeho dědeček Darth Vader byl vymahač Císaře Palpatina během časů Impéria, několik dekád zpátky. Ren je jedním z Rytířů z Rena, tajemné skupiny elitních vojáků. Ren a Hux spolu bojují o náklonnost Snokea, a třetím do party "velícího triumvirátu" je impozantní kapitánka Phasma, velitelka stormtrooperů.
Ren hledá Luka, který zmizel před několika lety. Snoke věří, že dokud Luke žije, Jediové mohou opět povstat. První řád zničí Hosnian Prime, hlavní svět Nové republiky, pomocí super zbraně Hvězdovrah. Renovi se nepovede získat kousek mapy, který by je zavedl k Lukovi a Odboji se povede zničit Hvezdovraha těsně před tím, než vystřelí na základnu Odboje na planetě D'Qar.

## Přijetí
Robbie Collin z The Telegraph popsala znetvořenou a kostlivou postavu Snokea jako "sepulklární hrůza". Tyto noviny taky označily Huxe za "prskajícího fanatika Prvního řádu, jehož každé gesto vykazuje naprosté pohrdání, no, vlastně každým".